# Супружеский долг
«Супру́жеский долг» (англ. Satisfaction) — американский драматический телесериал, премьера которого состоялась на телеканале USA Network 17 июля 2014 года. Шоу было продлено на второй сезон из 10-ти эпизодов, который стал доступен для просмотра онлайн на официальном сайте канала 17 октября 2015 года.
26 февраля 2016 года канал USA Network закрыл сериал после двух сезонов.

## Сюжет
Финансовый менеджер Нил Труман (Мэтт Пассмор) и его жена Грейс (Стефани Шостак) испытывают проблемы в браке, когда Нил обнаруживает, что его жена платит мужчине-эскорту за секс. Тогда Нил сам решает стать эскортом, но без ведома жены. Его новый опыт вдохновляет его, давая силы возродить брак с Грейс.

## В ролях

### Основной состав
- Мэтт Пассмор — Нил Труман
- Стефани Шостак — Грейс Труман
- Мишель Дешон — Аника Труман
- Кэтрин Ланаса — Адрианна
- Блэр Рэдфорд — Саймон
- Дианна Руссо — Стефани

### Второстепенный состав
- Ци Ма — Дзен Мастер
- Леон Томас III — Матео
- Майкл Вартан — Дилан

## Эпизоды
Названия всех эпизодов начинаются словами «Удовлетворение…»
| Сезоны | Сезоны | Эпизоды | Оригинальная дата показа | Оригинальная дата показа |
| Сезоны | Сезоны | Эпизоды | Премьера сезона          | Финал сезона             |
| ------ | ------ | ------- | ------------------------ | ------------------------ |
|        | 1      | 10      | 17 июля 2014             | 18 сентября 2014         |
|        | 2      | 10      | 16 октября 2015          | 17 октября 2015          |

### Сезон 1 (2014)
| № общий | № в сезоне | Название                                                      | Режиссёр            | Автор сценария                    | Дата премьеры    | Зрители в США (млн) |
| ------- | ---------- | ------------------------------------------------------------- | ------------------- | --------------------------------- | ---------------- | ------------------- |
| 1       | 1          | «Pilot» «Пилот»                                               | Кевин Брэй          | Шон Яблонски                      | 17 июля 2014     | 1,71                |
| 2       | 2          | «...Through Admission» «...от Признания»                      | Майкл Смит          | Шон Яблонски                      | 24 июля 2014     | 1,59                |
| 3       | 3          | «...Through Competition» «...от Соперничества»                | Дж. Миллер Тобин    | Джессика Куэллер                  | 31 июля 2014     | 1,47                |
| 4       | 4          | «...Through Self-Discovery» «...от Самопознания»              | Дженнифер Гетцингер | Трейси Макмиллан                  | 7 августа 2014   | 1,40                |
| 5       | 5          | «...Through Partnership» «...от Партнёрства»                  | Майкл Листо         | Марджори Дэвид                    | 14 августа 2014  | 1,14                |
| 6       | 6          | «...Through Exposure» «...от Демонстрации»                    | Стивен Джилленхол   | Питер Макманус                    | 21 августа 2014  | 1,34                |
| 7       | 7          | «...Through Terms and Conditions» «...от Следования правилам» | Кевин Брэй          | Шакри Тилгхман                    | 28 августа 2014  | 1,25                |
| 8       | 8          | «...Through Security» «...от Надёжности»                      | Жанн Тёрнер         | Джессика Куэллер и Шакри Тилгхман | 4 сентября 2014  | 1,11                |
| 9       | 9          | «...Through Revelation» «...от Откровения»                    | Джон Скотт          | Шон Яблонски                      | 11 сентября 2014 | 1,50                |
| 10      | 10         | «...Through Resolution» «...от Решения»                       | Майкл Смит          | Шон Яблонски и Питер Макманус     | 18 сентября 2014 | 1,34                |

### Сезон 2 (2015)
| № общий | № в сезоне | Название                                            | Режиссёр          | Автор сценария                    | Дата премьеры   | Зрители в США (млн) |
| ------- | ---------- | --------------------------------------------------- | ----------------- | --------------------------------- | --------------- | ------------------- |
| 11      | 1          | «...Through Release» «...от Избавления»             | Майкл Листо       | Шон Яблонски                      | 16 октября 2015 | 0,82                |
| 12      | 2          | «...Through Risk» «...от Риска»                     | Стивен Джилленхол | Питер Макманус                    | 17 октября 2015 | 0,72                |
| 13      | 3          | «...Through Expansion» «...от Расширения»           | Майкл Листо       | Трейси Макмиллан                  | 17 октября 2015 | 0,54                |
| 14      | 4          | «...Through Bondage» «...от Привязанности»          | Стивен Джилленхол | Адрия Лэнг                        | 17 октября 2015 | 0,69                |
| 15      | 5          | «...Through Struggle» «...от Борьбы»                | Роб Харди         | Роб Фреско                        | 17 октября 2015 | 0,66                |
| 16      | 6          | «...Through Negotiation» «...от Отрицания»          | Чери Ноулан       | Шакри Тилгхман                    | 17 октября 2015 | 0,66                |
| 17      | 7          | «...Through Travel» «...от Путешествия»             | Силвер Три        | Трейси Макмиллан и Питер Макманус | 17 октября 2015 | 0,49                |
| 18      | 8          | «...Through Psychedelics» «...от Психоделики»       | Майкл Листо       | Шон Яблонски и Роб Фреско         | 17 октября 2015 | 0,61                |
| 19      | 9          | «...Through Family» «...от Семьи»                   | Феликс Алкала     | Адрия Лэнг и Шакри Тилгхман       | 17 октября 2015 | 0,64                |
| 20      | 10         | «...Through New Beginnings» «...от Новых начинаний» | Майкл Листо       | Шон Яблонски и Роб Фреско         | 17 октября 2015 | 0,64                |

## Производство
Сериал был создан Шоном Яблонски, который служил в качестве исполнительного продюсера наряду с Рассом Красноффом. Шоу было снято в Атланте, Джорджия.

## Отзывы критиков
«Супружеский долг» получил в основном положительные отзывы от критиков, достигнув 82 % рейтинга на Rotten Tomatoes, и набрал 62 из ста на Metacritic, что основано на 19-ти «в целом положительных» отзывах.